# 수치보
수치보(이탈리아어: Succivo)는 이탈리아 캄파니아주 카세르타도에 있는 코무네이다.
나폴리로부터 북서쪽으로 40km 카세르타로부터 북서쪽 25km에 위치한다.